# علي بن إشكاب
أبو الحسن علي بن حسين بن إبراهيم بن الحر بن زعلان بن إشكاب العامري، محدث ثقة متقن، طال عمره، وتزاحم عليه الطلاب، مات في شوال سنة 261 هـ. وله بضع وثمانون سنة.

## روايته للحديث النبوي
- سمع: أبا معاوية الضرير، وحجاج بن محمد الأعور، وإسماعيل ابن علية، وإسحاق الأزرق، ومحمد بن ربيعة، وعدة.
- حدث عنه: أبو داود، وابن ماجه، وأبو العباس بن سريج، وأبو محمد بن صاعد، ومحمد بن مخلد، والحسين بن يحيى بن عياش القطان، وعبد الرحمن بن أبي حاتم.[1]

## الجرح والتعديل
- أبو حاتم الرازي: صدوق.
- أبو دواد السجستاني: حدث عنه، وهو لا يروي إلا عن ثقة عنده.
- أحمد بن شعيب النسائي: ثقة، ومرة: لا بأس به.
- ابن أبي حاتم الرازي: صدوق ثقة.
- ابن حجر العسقلاني: صدوق..
- الذهبي: محدث فاضل متقن.
- مسلمة بن القاسم الأندلسي: ثقة. [2]